# Kalle Ankas Pocket 4: Kalle Anka i toppform
Kalle Anka i toppform var den fjärde i serien Kalle Ankas Pocket och publicerades 1969.

## Innehåll

### Fin plats i skolan
Genom ett misstag blir Kalle lärare i Knattarnas skola. "Jag fordrar lydnad, flit och ordning!" säger han innan kaos utbryter. Rektorn inskrider snart och ger honom sparken. Kalle tänker inte ge sig utan vidare men brevet där han anställs flyger iväg och hamnar på en båt nere i hamnen. Båten tillhör Björnligan som upptäcker honom och låser in honom. Även Knattarna tänker rymma och gömmer sig på samma båt. 

### Den flygande skotten
Joakim känner sig ensam och köper en fågel att ha som sällskap. Kitty kan dock endast äta färsk sill som är skuren på längden. Tyvärr verkar det som om havet är helt utfiskat just då och trots stora ansträngningar kan han inte hitta en enda färsk sill till Kitty. En gammal fiskare berättar dock att det verkar som om sillen har skrämts bort av något. Långt ute på havet upptäcker Joakim, Kalle och Knattarna vad detta är. Det gamla segelfartyget, Den flygande skotten med Anka McNärig ombord tvingas kryssa på haven på grund av ett gammalt löfte.

### Kalle Ankas filmfestival
Flera korta serier:
- Kalle försöker bli patrulledare i Gröngölingarna
- Farmor Anka ger Mårten Gås sparken och får en ny dräng
- Joakim drömmer om semester men till och med i drömmen kostar detta pengar
- Oppfinnar-Jocke målar huset åt Kalle
- Kajsas syförening har basar med lotter

### Den fantastiska flodfärden
I sin ungdom var Joakim kapten på hjulångaren Drottning Dollaro på Mississippi. Men Björnligan har hjulångaren Flodens häxa och tävlar med Joakim om vem som är snabbast på floden.

### Indianlandet
Farbror Joakim och de andra besöker Disneyland. Med en magisk spegel kan Joakim få se vilka äventyr de andra upplever:
- Kalle och Knattarna kidnappas av utomjordingar som vill veta vad träd är för något
- Musse och Långben på äventyr i djungeln

## Tabell
| Serie nummer | Namn                                 | Ritad av        | Manus         | Originaltitel                                   | Kommentar                    |
| ------------ | ------------------------------------ | --------------- | ------------- | ----------------------------------------------- | ---------------------------- |
| 1            | Kalle Anka                           | Al Taliaferro   | Bob Karp      | -                                               | Från WDC 107, 1949           |
| 2            | Kalle Anka                           | Al Taliaferro   | Bob Karp      | -                                               | Från WDC 107, 1949           |
| 3            | Rädde sej den som kan!               | Giuseppe Perego | -             | Prologo a "Superpaperissimo"                    | Ramberättelse                |
| 4            | Fin plats i skolan                   | Romano Scarpa   | Guido Martina | Paperino e la scuola dei guai                   | -                            |
| 5            | Den flygande skotten                 | Romano Scarpa   | Romano Scarpa | Paperino e la leggenda dello "scozzese volante" | -                            |
| 6            | Kalle Ankas filmfestival             | Tony Strobl     | Frame story   | Paperino e il festival dei paperi               |                              |
| 7            | Kalle Anka                           | Phil De Lara    | ?             | Election campaign                               | Kalle Anka i gröngölingarna  |
| 8            | Farmor Anka                          | Tony Strobl     | ?             | The new helper                                  | Farmor Anka får en ny dräng  |
| 9            | Farbror Joakim                       | Tony Strobl     | ?             | Vacation dreams                                 | Joakim drömmer om semester   |
| 10           | Knatte Fnatte och Tjatte             | Tony Strobl     | ?             | A highly colored day                            | Oppfinnar-Jocke målar        |
| 11           | Kajsa Anka                           | Tony Strobl     | ?             | -                                               | Kajsas syförening har basar  |
| 12           | Farbror Joakim (Goes to Disneyland)  | Tony Strobl     | ?             | Goes to Disneyland                              | -                            |
| 13           | Den fantastiska flodfärden           | Carl Barks      | Carl Barks    | Fantastic River Race                            | -                            |
| 14           | Kalle Anka, Knatte Fnatte och Tjatte | Tony Strobl     | Carl Fallberg | In Tomorrowland                                 | Kalle och Knattarna i rymden |
| 15           | Indianlandet                         | Tony Strobl     | ?             | In Adventureland                                | Musse och Långben i djungeln |
| 16           | Kalle Anka                           | Al Taliaferro   | Bob Karp      | ?                                               | Knatte i skamvrån            |
| 17           | Kalle Anka                           | Al Taliaferro   | Bob Karp      | ?                                               | Vänlig hund                  |